# یخچال‌حاج نعمت قاسمی
یخچال حاج نعمت قاسمی مربوط به دوره قاجار است و در شهرستان گرمسار، بخش ایوانکی، جنوب شهر ایوانکی، ۱۵۰ متری غرب مسیر رودخانه شمالی جنوبی شهر واقع شده و این اثر در تاریخ ۲۶ اسفند ۱۳۸۷ با شمارهٔ ثبت ۲۶۰۸۱ به‌عنوان یکی از آثار ملی ایران به ثبت رسیده‌است.